# گورچونی
گورچونی (به مجاری:  Görcsöny) یک منطقهٔ مسکونی در مجارستان است که در ناحیه پچ واقع شده‌است. گورچونی ۱٬۵۳۹ نفر جمعیت دارد.